# Leucocytozoon toddi
Espèce
Leucocytozoon danilewskyi est une espèce d'apicomplexés, de la famille des Leucocytozoidae.

## Hôtes
Leucocytozoon toddi parasite des oiseaux, tels que l'Épervier d'Europe (Accipiter nisus) et le Caracara chimango (Milvago chimango).